# قاره (سوریه)
قارة (به عربی: قارة) یک شهر در سوریه است که در شهرستان النبک واقع شده‌است.

## خصوصیات
قارة ۱۲٬۵۰۸ نفر جمعیت دارد و ۱٬۲۸۰ متر بالاتر از سطح دریا واقع شده‌است.